# Mircea Sasu
Mircea Sasu (n. 5 octombrie 1939 – d. 17 octombrie 1983) a fost un fotbalist român, care a jucat pentru Minerul Baia Mare, UTA Arad, Dinamo București, Farul Constanța în România și Fenerbahçe SK în Turcia.